# Ефимов, Александр Владимирович
Алекса́ндр Влади́мирович Ефи́мов (род. 27 мая 1958) — советский и российский дипломат. Чрезвычайный и полномочный посол в Сирийской Арабской Республике с 29 октября 2018 года.

## Биография
Окончил МГИМО МИД СССР (1980). На дипломатической работе с 1980 года.
- В 1980—1985 годах — сотрудник Посольства СССР в Ираке.
- В 1991—1995 годах — сотрудник Посольства СССР/России в Сирии.
- В 1998—2002 годах — сотрудник Посольства России в Ливии.
- В 2004—2008 годах — советник-посланник Посольства России в Иордании.
- В 2008—2010 годах — начальник отдела Департамента Ближнего Востока и Северной Африки МИД России.
- В 2010—2013 годах — заместитель директора Департамента Ближнего Востока и Северной Африки МИД России.
- С 16 апреля 2013 по 11 октября 2018 года — чрезвычайный и полномочный посол России в Объединённых Арабских Эмиратах[2][3].
- C 29 октября 2018 года — чрезвычайный и полномочный посол России в Сирии[4].
- С 25 мая 2020 года — специальный представитель президента России по развитию отношений с Сирией (должность учреждена)[5][6].

### Личная жизнь
Женат, имеет дочь. Владеет арабским и английским языками.

## Дипломатический ранг
- Чрезвычайный и полномочный посланник 2 класса (18 июля 2007)[7].
- Чрезвычайный и полномочный посланник 1 класса (25 августа 2015)[8].
- Чрезвычайный и полномочный посол (3 сентября 2018)[9].

## Награды
- Орден Почёта (28 декабря 2020) — за большой вклад в реализацию внешнеполитического курса Российской Федерации и многолетнюю добросовестную дипломатическую службу[10].
- Почётная грамота президента Российской Федерации (10 июля 2017) — за большой вклад в реализацию внешнеполитического курса Российской Федерации[11].